# Người ấy là ai (mùa 2)
Mùa thứ hai của chương trình Người ấy là ai do Đài Truyền hình Thành phố Hồ Chí Minh và công ty Vie Channel (trước đây là D.I.D TV) phối hợp thực hiện, được phát sóng trên kênh HTV2 - Vie Channel, Vie GIẢITRÍ - VTVCab 1 từ ngày 12 tháng 4 năm 2019 đến ngày 2 tháng 8 năm 2019.

## Tổng quan và luật chơi
Mỗi tập phát sóng có một người chơi là nữ chính và 5 chàng trai. Họ sẽ trải qua ba vòng chơi để lựa chọn ra một chàng trai phù hợp cho nữ chính của tập đó. Cụ thể:

### Vòng 1
Từng chàng trai sẽ xuất hiện và giới thiệu về bản thân mình thông qua một đoạn clip ngắn. Sau khi giới thiệu xong, ban cố vấn sẽ đưa ra những nhận định về người đó và từng cố vấn sẽ cầm lên 1 chiếc bảng màu xanh lá cây, đỏ hoặc tím để dự đoán người ấy là người độc thân, đã có chủ hoặc thuộc giới tính thứ 3. Khán giả tại trường quay sẽ dự đoán qua một ứng dụng trên điện thoại, kết quả dự đoán sẽ được hiển thị trên màn hình theo tỷ lệ phần trăm. Cuối vòng này, nữ chính sẽ phải loại đi một chàng trai mà mình cho là không phù hợp nhất.
Lưu ý: Những chàng trai không được phép nói trong suốt vòng này và vòng 2.

### Vòng 2
Sẽ có một trò chơi cho bốn chàng trai còn lại thể hiện đặc điểm của bản thân mình với sự hỗ trợ từ ban cố vấn. Kết thúc vòng chơi này, ban cố vấn và khán giả sẽ dự đoán về từng nhân vật (cách thức tương tự như vòng 1). Cuối vòng này, nữ chính sẽ phải tiếp tục loại đi một người mà cô ta cảm thấy không phù hợp nhất với mình.

### Vòng 3
Trong vòng chơi này, mỗi chàng trai còn lại sẽ có một hashtag của riêng mình. Đối với mỗi hashtag mà mỗi chàng trai cung cấp, ban cố vấn và người chơi sẽ có một thời gian để hỏi đáp người đó theo chủ đề tương ứng với hashtag. Chỉ tại thời điểm này trong vòng chơi, mỗi người mới có thể trả lời câu hỏi mà ban cố vấn đặt ra. Kết thúc các phiên hỏi đáp với các chàng trai, ban cố vấn sẽ tư vấn cho nữ chính để nữ chính có thể lựa chọn đúng chàng trai độc thân phù hợp.

### Giai đoạn quyết định
Các chàng trai sẽ quay trở lại sân khấu và mỗi người sẽ có một thời gian ngắn để thuyết phục nữ chính chọn mình. Khán giả trong trường quay sẽ bình chọn trên điện thoại cho người mà mình cho rằng sẽ là người mà nữ chính sẽ lựa chọn; kết quả bình chọn của khán giả sẽ được hiển thị trên màn hình dưới dạng phần trăm bình chọn.
Nhiệm vụ của nữ chính là phải lựa chọn một chàng trai duy nhất trong số ba chàng trai trên sân khấu bằng cách trao bó hoa do chương trình cung cấp tặng cho người mà người chơi muốn lựa chọn. Đây là khoảnh khắc quan trọng nhất trong chương trình này.

### Phần lộ diện
Các chàng trai bị loại ở vòng 1, 2 hoặc sau khi người chơi đưa ra quyết định của mình trong vòng 3 sẽ xuất hiện trong phần này bằng một tiết mục đã được chuẩn bị trước. Trước khi người đó bắt đầu tiết mục của mình, ban cố vấn và người chơi sẽ dự đoán rằng người ấy độc thân, đã có chủ hoặc thuộc giới tính thứ 3 (gần giống như vòng 1). Trong quá trình thực hiện tiết mục của mình, chàng trai đó phải cho khán giả biết rằng mình đã có chủ, độc thân hoặc thuộc giới tính thứ 3. Đèn trong sân khấu cũng sẽ thay đổi dựa trên danh tính cuối cùng của người ấy, cụ thể đèn trong sân khấu sẽ chuyển thành:
- màu xanh lá cây, nếu người ấy độc thân;
- màu đỏ, nếu người ấy đã có chủ (tức là đã có vợ/người yêu);
- màu tím, nếu người ấy thuộc giới tính thứ 3.

## Đối tượng tham gia
- Nữ chính: Những người phụ nữ còn độc thân và muốn đi tìm tình yêu cho bản thân.
- Các chàng trai: Những người độc thân, đã có chủ hoặc thuộc giới tính thứ 3.
- Ban bình luận, cố vấn: Các nghệ sĩ và nhân vật nổi tiếng, với cố vấn xuyên suốt là MC Trấn Thành và ca sĩ Hương Giang (trừ tập 13)[b].

Các nữ chính và chàng trai tham dự chương trình đã được lựa chọn từ các buổi tuyển chọn diễn ra trước khi chương trình được ghi hình.

## Các tập phát sóng
Lưu ý: Những chàng trai được in đậm là chàng trai được nhân vật chính lựa chọn.
Màu sắc và ký hiệu sử dụng trong bảng:

     Đã có chủ

     Độc thân

     LGBT
(†): Đã qua đời 

(n): Đã từng tham gia, với n là tổng số lần tham gia
| Tập                 | Ngày phát sóng                           | Nhân vật chính    | Ban cố vấn                                                  | Các ứng viên | Ghi chú | TK     |
| ------------------- | ---------------------------------------- | ----------------- | ----------------------------------------------------------- | ------------ | --- | ------ |
| 1                   | 12 tháng 4 năm 2019                      | Milan Nguyễn      | Hương Giang Lukkade Metinee Tóc Tiên Mai Tiến Dũng (2)      | Johnny       | | [ 2 ]  |
| 1                   | 12 tháng 4 năm 2019                      | Milan Nguyễn      | Hương Giang Lukkade Metinee Tóc Tiên Mai Tiến Dũng (2)      | Thế Trung    | | [ 2 ]  |
| 1                   | 12 tháng 4 năm 2019                      | Milan Nguyễn      | Hương Giang Lukkade Metinee Tóc Tiên Mai Tiến Dũng (2)      | Pine         | | [ 2 ]  |
| 1                   | 12 tháng 4 năm 2019                      | Milan Nguyễn      | Hương Giang Lukkade Metinee Tóc Tiên Mai Tiến Dũng (2)      | Anh Khương   | | [ 2 ]  |
| 1                   | 12 tháng 4 năm 2019                      | Milan Nguyễn      | Hương Giang Lukkade Metinee Tóc Tiên Mai Tiến Dũng (2)      | Mario        | | [ 2 ]  |
| 2                   | 19 tháng 4 năm 2019                      | Ngọc Anh          | Hương Giang Anh Đức (4) Hứa Minh Đạt Lâm Vỹ Dạ              | Anh Tuấn     | | [ 3 ]  |
| 2                   | 19 tháng 4 năm 2019                      | Ngọc Anh          | Hương Giang Anh Đức (4) Hứa Minh Đạt Lâm Vỹ Dạ              | Lê Hiền      | | [ 3 ]  |
| 2                   | 19 tháng 4 năm 2019                      | Ngọc Anh          | Hương Giang Anh Đức (4) Hứa Minh Đạt Lâm Vỹ Dạ              | Trung Nguyên | | [ 3 ]  |
| 2                   | 19 tháng 4 năm 2019                      | Ngọc Anh          | Hương Giang Anh Đức (4) Hứa Minh Đạt Lâm Vỹ Dạ              | Đức Tiếng    | | [ 3 ]  |
| 2                   | 19 tháng 4 năm 2019                      | Ngọc Anh          | Hương Giang Anh Đức (4) Hứa Minh Đạt Lâm Vỹ Dạ              | Mạnh Lân     | | [ 3 ]  |
| 3                   | 26 tháng 4 năm 2019                      | Tú Uyên           | Hương Giang Thùy Dung Lê Dương Bảo Lâm (2) Mạc Văn Khoa     | Đức Siêu     | Bảo Châu hiện là bạn trai của ca sĩ Lệ Quyên. | [ 4 ]  |
| 3                   | 26 tháng 4 năm 2019                      | Tú Uyên           | Hương Giang Thùy Dung Lê Dương Bảo Lâm (2) Mạc Văn Khoa     | Khánh Sự     | Bảo Châu hiện là bạn trai của ca sĩ Lệ Quyên. | [ 4 ]  |
| 3                   | 26 tháng 4 năm 2019                      | Tú Uyên           | Hương Giang Thùy Dung Lê Dương Bảo Lâm (2) Mạc Văn Khoa     | Henry        | Bảo Châu hiện là bạn trai của ca sĩ Lệ Quyên. | [ 4 ]  |
| 3                   | 26 tháng 4 năm 2019                      | Tú Uyên           | Hương Giang Thùy Dung Lê Dương Bảo Lâm (2) Mạc Văn Khoa     | Bảo Châu     | Bảo Châu hiện là bạn trai của ca sĩ Lệ Quyên. | [ 4 ]  |
| 3                   | 26 tháng 4 năm 2019                      | Tú Uyên           | Hương Giang Thùy Dung Lê Dương Bảo Lâm (2) Mạc Văn Khoa     | Quốc Huy     | Bảo Châu hiện là bạn trai của ca sĩ Lệ Quyên. | [ 4 ]  |
| 4                   | 10 tháng 5 năm 2019                      | Angela Phương     | Hương Giang Lukkade Metinee (2) Diệu Nhi Lan Khuê           | Daniel       | Tuy nữ chính của chương trình chọn sai người đã có chủ là Ngọc Hồ, Daniel đã trở lại như lời hứa trước đó của anh cùng với Hữu Duy và Hoàng Trung.                                                                | [ 5 ]  |
| 4                   | 10 tháng 5 năm 2019                      | Angela Phương     | Hương Giang Lukkade Metinee (2) Diệu Nhi Lan Khuê           | Hoàng Trung  | Tuy nữ chính của chương trình chọn sai người đã có chủ là Ngọc Hồ, Daniel đã trở lại như lời hứa trước đó của anh cùng với Hữu Duy và Hoàng Trung.                                                                | [ 5 ]  |
| 4                   | 10 tháng 5 năm 2019                      | Angela Phương     | Hương Giang Lukkade Metinee (2) Diệu Nhi Lan Khuê           | Ngọc Hồ      | Tuy nữ chính của chương trình chọn sai người đã có chủ là Ngọc Hồ, Daniel đã trở lại như lời hứa trước đó của anh cùng với Hữu Duy và Hoàng Trung.                                                                | [ 5 ]  |
| 4                   | 10 tháng 5 năm 2019                      | Angela Phương     | Hương Giang Lukkade Metinee (2) Diệu Nhi Lan Khuê           | Hữu Duy      | Tuy nữ chính của chương trình chọn sai người đã có chủ là Ngọc Hồ, Daniel đã trở lại như lời hứa trước đó của anh cùng với Hữu Duy và Hoàng Trung.                                                                | [ 5 ]  |
| 4                   | 10 tháng 5 năm 2019                      | Angela Phương     | Hương Giang Lukkade Metinee (2) Diệu Nhi Lan Khuê           | Đình Tài     | Tuy nữ chính của chương trình chọn sai người đã có chủ là Ngọc Hồ, Daniel đã trở lại như lời hứa trước đó của anh cùng với Hữu Duy và Hoàng Trung.                                                                | [ 5 ]  |
| 5                   | 17 tháng 5 năm 2019                      | Vân Anh           | Hương Giang Hoàng Oanh (2) Đức Phúc Erik                    | Trung Hoàng  | | [ 6 ]  |
| 5                   | 17 tháng 5 năm 2019                      | Vân Anh           | Hương Giang Hoàng Oanh (2) Đức Phúc Erik                    | Thế Bảo      | | [ 6 ]  |
| 5                   | 17 tháng 5 năm 2019                      | Vân Anh           | Hương Giang Hoàng Oanh (2) Đức Phúc Erik                    | Đức Trường   | | [ 6 ]  |
| 5                   | 17 tháng 5 năm 2019                      | Vân Anh           | Hương Giang Hoàng Oanh (2) Đức Phúc Erik                    | Gia Huy      | | [ 6 ]  |
| 5                   | 17 tháng 5 năm 2019                      | Vân Anh           | Hương Giang Hoàng Oanh (2) Đức Phúc Erik                    | Nhâm Nam     | | [ 6 ]  |
| 6                   | 24 tháng 5 năm 2019                      | Karen Nguyễn      | Hương Giang Anh Tú Atus (2) H'Hen Niê Hiền Hồ               | Đức Thành    | | [ 7 ]  |
| 6                   | 24 tháng 5 năm 2019                      | Karen Nguyễn      | Hương Giang Anh Tú Atus (2) H'Hen Niê Hiền Hồ               | Nhựt Long    | | [ 7 ]  |
| 6                   | 24 tháng 5 năm 2019                      | Karen Nguyễn      | Hương Giang Anh Tú Atus (2) H'Hen Niê Hiền Hồ               | Khang Nguyễn | | [ 7 ]  |
| 6                   | 24 tháng 5 năm 2019                      | Karen Nguyễn      | Hương Giang Anh Tú Atus (2) H'Hen Niê Hiền Hồ               | Jordan       | | [ 7 ]  |
| 6                   | 24 tháng 5 năm 2019                      | Karen Nguyễn      | Hương Giang Anh Tú Atus (2) H'Hen Niê Hiền Hồ               | Quốc Khải    | | [ 7 ]  |
| 7                   | 31 tháng 5 năm 2019                      | Linh Nga          | Hương Giang Bảo Thy Huy Khánh Mai Phương Thúy               | Chí Tín      | | [ 8 ]  |
| 7                   | 31 tháng 5 năm 2019                      | Linh Nga          | Hương Giang Bảo Thy Huy Khánh Mai Phương Thúy               | Tùng Nguyễn  | | [ 8 ]  |
| 7                   | 31 tháng 5 năm 2019                      | Linh Nga          | Hương Giang Bảo Thy Huy Khánh Mai Phương Thúy               | Cường Thái   | | [ 8 ]  |
| 7                   | 31 tháng 5 năm 2019                      | Linh Nga          | Hương Giang Bảo Thy Huy Khánh Mai Phương Thúy               | Anh Tài      | | [ 8 ]  |
| 7                   | 31 tháng 5 năm 2019                      | Linh Nga          | Hương Giang Bảo Thy Huy Khánh Mai Phương Thúy               | Duy Hùng     | | [ 8 ]  |
| 8                   | 7 tháng 6 năm 2019                       | Minh Thúy         | Hương Giang Anh Thư Ninh Dương Lan Ngọc S.T Sơn Thạch       | Lê Hải       | Đức Hiền, chàng trai Giới tính thứ 3 trong tập này, được xác nhận là đã qua đời vào ngày 24 tháng 9 năm 2019. | [ 9 ]  |
| 8                   | 7 tháng 6 năm 2019                       | Minh Thúy         | Hương Giang Anh Thư Ninh Dương Lan Ngọc S.T Sơn Thạch       | Sơn Tùng     | Đức Hiền, chàng trai Giới tính thứ 3 trong tập này, được xác nhận là đã qua đời vào ngày 24 tháng 9 năm 2019. | [ 9 ]  |
| 8                   | 7 tháng 6 năm 2019                       | Minh Thúy         | Hương Giang Anh Thư Ninh Dương Lan Ngọc S.T Sơn Thạch       | Đức Hiền (†) | Đức Hiền, chàng trai Giới tính thứ 3 trong tập này, được xác nhận là đã qua đời vào ngày 24 tháng 9 năm 2019. | [ 9 ]  |
| 8                   | 7 tháng 6 năm 2019                       | Minh Thúy         | Hương Giang Anh Thư Ninh Dương Lan Ngọc S.T Sơn Thạch       | Hoàng Minh   | Đức Hiền, chàng trai Giới tính thứ 3 trong tập này, được xác nhận là đã qua đời vào ngày 24 tháng 9 năm 2019. | [ 9 ]  |
| 8                   | 7 tháng 6 năm 2019                       | Minh Thúy         | Hương Giang Anh Thư Ninh Dương Lan Ngọc S.T Sơn Thạch       | Đức Anh      | Đức Hiền, chàng trai Giới tính thứ 3 trong tập này, được xác nhận là đã qua đời vào ngày 24 tháng 9 năm 2019. | [ 9 ]  |
| 9                   | 14 tháng 6 năm 2019                      | Phạm Hương (Lily) | Hương Giang Ninh Dương Lan Ngọc (2) Gin Tuấn Kiệt Tiến Luật | Nhật Trường  | | [ 10 ] |
| 9                   | 14 tháng 6 năm 2019                      | Phạm Hương (Lily) | Hương Giang Ninh Dương Lan Ngọc (2) Gin Tuấn Kiệt Tiến Luật | Thành Trung  | | [ 10 ] |
| 9                   | 14 tháng 6 năm 2019                      | Phạm Hương (Lily) | Hương Giang Ninh Dương Lan Ngọc (2) Gin Tuấn Kiệt Tiến Luật | Hồng Thắng   | | [ 10 ] |
| 9                   | 14 tháng 6 năm 2019                      | Phạm Hương (Lily) | Hương Giang Ninh Dương Lan Ngọc (2) Gin Tuấn Kiệt Tiến Luật | Xuân Huy     | | [ 10 ] |
| 9                   | 14 tháng 6 năm 2019                      | Phạm Hương (Lily) | Hương Giang Ninh Dương Lan Ngọc (2) Gin Tuấn Kiệt Tiến Luật | Hồng Hải     | | [ 10 ] |
| 10                  | 21 tháng 6 năm 2019                      | Lê Lộc            | Hương Giang Lê Giang Anh Đức (5) Lâm Vỹ Dạ (2)              | Henry        | Sau tập này, Việt Dũng bị một tài khoản mạng xã hội tố lừa đảo, nói dối trên sóng truyền hình. Bản thân anh cho biết thông tin này là vu khống, và sự việc này không ảnh hưởng tới mối quan hệ của anh và Lê Lộc. | [ 11 ] |
| 10                  | 21 tháng 6 năm 2019                      | Lê Lộc            | Hương Giang Lê Giang Anh Đức (5) Lâm Vỹ Dạ (2)              | La Khánh     | Sau tập này, Việt Dũng bị một tài khoản mạng xã hội tố lừa đảo, nói dối trên sóng truyền hình. Bản thân anh cho biết thông tin này là vu khống, và sự việc này không ảnh hưởng tới mối quan hệ của anh và Lê Lộc. | [ 11 ] |
| 10                  | 21 tháng 6 năm 2019                      | Lê Lộc            | Hương Giang Lê Giang Anh Đức (5) Lâm Vỹ Dạ (2)              | Tuấn Dũng    | Sau tập này, Việt Dũng bị một tài khoản mạng xã hội tố lừa đảo, nói dối trên sóng truyền hình. Bản thân anh cho biết thông tin này là vu khống, và sự việc này không ảnh hưởng tới mối quan hệ của anh và Lê Lộc. | [ 11 ] |
| 10                  | 21 tháng 6 năm 2019                      | Lê Lộc            | Hương Giang Lê Giang Anh Đức (5) Lâm Vỹ Dạ (2)              | Kiên Vũ      | Sau tập này, Việt Dũng bị một tài khoản mạng xã hội tố lừa đảo, nói dối trên sóng truyền hình. Bản thân anh cho biết thông tin này là vu khống, và sự việc này không ảnh hưởng tới mối quan hệ của anh và Lê Lộc. | [ 11 ] |
| 10                  | 21 tháng 6 năm 2019                      | Lê Lộc            | Hương Giang Lê Giang Anh Đức (5) Lâm Vỹ Dạ (2)              | Việt Dũng    | Sau tập này, Việt Dũng bị một tài khoản mạng xã hội tố lừa đảo, nói dối trên sóng truyền hình. Bản thân anh cho biết thông tin này là vu khống, và sự việc này không ảnh hưởng tới mối quan hệ của anh và Lê Lộc. | [ 11 ] |
| 11                  | 28 tháng 6 năm 2019                      | Kim Dung          | Hương Giang Trúc Nhân Vũ Cát Tường Tuấn Trần                | Khánh Hiển   | | [ 12 ] |
| 11                  | 28 tháng 6 năm 2019                      | Kim Dung          | Hương Giang Trúc Nhân Vũ Cát Tường Tuấn Trần                | Minh Quang   | | [ 12 ] |
| 11                  | 28 tháng 6 năm 2019                      | Kim Dung          | Hương Giang Trúc Nhân Vũ Cát Tường Tuấn Trần                | Linh Lê      | | [ 12 ] |
| 11                  | 28 tháng 6 năm 2019                      | Kim Dung          | Hương Giang Trúc Nhân Vũ Cát Tường Tuấn Trần                | Quang Phúc   | | [ 12 ] |
| 11                  | 28 tháng 6 năm 2019                      | Kim Dung          | Hương Giang Trúc Nhân Vũ Cát Tường Tuấn Trần                | Viết Tính    | | [ 12 ] |
| 12                  | 5 tháng 7 năm 2019                       | Châu Ngọc         | Hương Giang Nguyễn Hồng Thuận Mai Thanh Hà Mạc Văn Khoa (2) | Anh Tuấn     | Tuy chọn sai chàng trai đã có chủ Toàn Võ, Châu Ngọc vẫn có khoảnh khắc ngọt ngào trên sân khấu cùng với Jongrak.                                                                                                 | [ 13 ] |
| 12                  | 5 tháng 7 năm 2019                       | Châu Ngọc         | Hương Giang Nguyễn Hồng Thuận Mai Thanh Hà Mạc Văn Khoa (2) | Nguyên Khang | Tuy chọn sai chàng trai đã có chủ Toàn Võ, Châu Ngọc vẫn có khoảnh khắc ngọt ngào trên sân khấu cùng với Jongrak.                                                                                                 | [ 13 ] |
| 12                  | 5 tháng 7 năm 2019                       | Châu Ngọc         | Hương Giang Nguyễn Hồng Thuận Mai Thanh Hà Mạc Văn Khoa (2) | Jongrak      | Tuy chọn sai chàng trai đã có chủ Toàn Võ, Châu Ngọc vẫn có khoảnh khắc ngọt ngào trên sân khấu cùng với Jongrak.                                                                                                 | [ 13 ] |
| 12                  | 5 tháng 7 năm 2019                       | Châu Ngọc         | Hương Giang Nguyễn Hồng Thuận Mai Thanh Hà Mạc Văn Khoa (2) | Tuấn Hoàng   | Tuy chọn sai chàng trai đã có chủ Toàn Võ, Châu Ngọc vẫn có khoảnh khắc ngọt ngào trên sân khấu cùng với Jongrak.                                                                                                 | [ 13 ] |
| 12                  | 5 tháng 7 năm 2019                       | Châu Ngọc         | Hương Giang Nguyễn Hồng Thuận Mai Thanh Hà Mạc Văn Khoa (2) | Toàn Võ      | Tuy chọn sai chàng trai đã có chủ Toàn Võ, Châu Ngọc vẫn có khoảnh khắc ngọt ngào trên sân khấu cùng với Jongrak.                                                                                                 | [ 13 ] |
| 13                  | 12 tháng 7 năm 2019                      | Mai Sương         | Minh Hằng Gil Lê Bùi Anh Tuấn BB Trần (4)                   | Nhật Phương  | | [ 14 ] |
| 13                  | 12 tháng 7 năm 2019                      | Mai Sương         | Minh Hằng Gil Lê Bùi Anh Tuấn BB Trần (4)                   | Hoàng Phúc   | | [ 14 ] |
| 13                  | 12 tháng 7 năm 2019                      | Mai Sương         | Minh Hằng Gil Lê Bùi Anh Tuấn BB Trần (4)                   | Quân Hồ      | | [ 14 ] |
| 13                  | 12 tháng 7 năm 2019                      | Mai Sương         | Minh Hằng Gil Lê Bùi Anh Tuấn BB Trần (4)                   | Quốc Việt    | | [ 14 ] |
| 13                  | 12 tháng 7 năm 2019                      | Mai Sương         | Minh Hằng Gil Lê Bùi Anh Tuấn BB Trần (4)                   | Hữu Thành    | | [ 14 ] |
| 14                  | 19 tháng 7 năm 2019                      | Cẩm Tú            | Hương Giang Trịnh Thăng Bình Khả Như Thuận Nguyễn           | Brian        | Cặp đôi Cẩm Tú - Thiên Nguyện là cặp đôi đầu tiên tính đến thời điểm hiện tại đã xác nhận kết hôn. | [ 15 ] |
| 14                  | 19 tháng 7 năm 2019                      | Cẩm Tú            | Hương Giang Trịnh Thăng Bình Khả Như Thuận Nguyễn           | Thiên Nguyện | Cặp đôi Cẩm Tú - Thiên Nguyện là cặp đôi đầu tiên tính đến thời điểm hiện tại đã xác nhận kết hôn. | [ 15 ] |
| 14                  | 19 tháng 7 năm 2019                      | Cẩm Tú            | Hương Giang Trịnh Thăng Bình Khả Như Thuận Nguyễn           | Ayden        | Cặp đôi Cẩm Tú - Thiên Nguyện là cặp đôi đầu tiên tính đến thời điểm hiện tại đã xác nhận kết hôn. | [ 15 ] |
| 14                  | 19 tháng 7 năm 2019                      | Cẩm Tú            | Hương Giang Trịnh Thăng Bình Khả Như Thuận Nguyễn           | Hoài Minh    | Cặp đôi Cẩm Tú - Thiên Nguyện là cặp đôi đầu tiên tính đến thời điểm hiện tại đã xác nhận kết hôn. | [ 15 ] |
| 14                  | 19 tháng 7 năm 2019                      | Cẩm Tú            | Hương Giang Trịnh Thăng Bình Khả Như Thuận Nguyễn           | Phú Trần     | Cặp đôi Cẩm Tú - Thiên Nguyện là cặp đôi đầu tiên tính đến thời điểm hiện tại đã xác nhận kết hôn. | [ 15 ] |
| 15-16: Tập đặc biệt | 26 tháng 7 năm 2019 – 2 tháng 8 năm 2019 | Tường Linh        | Hương Giang Lệ Quyên Dương Triệu Vũ Bảo Anh                 | Tuấn Minh    | Mặc dù lựa chọn sai chàng trai đã có chủ Long Trần nhưng Tường Linh vẫn may mắn khi được Tuấn Minh sẵn sàng chờ và quay trở lại sân khấu.                                                                         | [ 16 ] |
| 15-16: Tập đặc biệt | 26 tháng 7 năm 2019 – 2 tháng 8 năm 2019 | Tường Linh        | Hương Giang Lệ Quyên Dương Triệu Vũ Bảo Anh                 | Tiến Thành   | Mặc dù lựa chọn sai chàng trai đã có chủ Long Trần nhưng Tường Linh vẫn may mắn khi được Tuấn Minh sẵn sàng chờ và quay trở lại sân khấu.                                                                         | [ 16 ] |
| 15-16: Tập đặc biệt | 26 tháng 7 năm 2019 – 2 tháng 8 năm 2019 | Tường Linh        | Hương Giang Lệ Quyên Dương Triệu Vũ Bảo Anh                 | Long Trần    | Mặc dù lựa chọn sai chàng trai đã có chủ Long Trần nhưng Tường Linh vẫn may mắn khi được Tuấn Minh sẵn sàng chờ và quay trở lại sân khấu.                                                                         | [ 16 ] |
| 15-16: Tập đặc biệt | 26 tháng 7 năm 2019 – 2 tháng 8 năm 2019 | Tường Linh        | Hương Giang Lệ Quyên Dương Triệu Vũ Bảo Anh                 | Bằng Dương   | Mặc dù lựa chọn sai chàng trai đã có chủ Long Trần nhưng Tường Linh vẫn may mắn khi được Tuấn Minh sẵn sàng chờ và quay trở lại sân khấu.                                                                         | [ 16 ] |
| 15-16: Tập đặc biệt | 26 tháng 7 năm 2019 – 2 tháng 8 năm 2019 | Tường Linh        | Hương Giang Lệ Quyên Dương Triệu Vũ Bảo Anh                 | Duy Phương   | Mặc dù lựa chọn sai chàng trai đã có chủ Long Trần nhưng Tường Linh vẫn may mắn khi được Tuấn Minh sẵn sàng chờ và quay trở lại sân khấu.                                                                         | [ 16 ] |